# Тяньци
Чжу Юцзяо (23 декабря 1605 — 30 сентября 1627) — пятнадцатый император Китая с 1620 по 1627 из династии Мин.

## Биография
Не имел склонностей к обучению и государственным делам. После смерти предыдущего императора его наложница Ли Сюаньши пыталась добиться влияния над Чжу Юцзяо, но этому помешали евнухи. Ли Сюаньши была переселена во дворец Ганьцингун.
В сентябре 1620 года после смерти своего отца 15-летний Чжу Юцзяо занял императорский престол под тронным именем Таньци. Он был неграмотным и не проявлял интереса к учению. Вся государственная власть оказалась в руках евнуха Вэй Чжунсяня (1568—1627) и фаворитки Ке Ши. Вэй Чжунсянь вошёл в историю как один из самых одиозных временщиков в истории страны. Он считал себя равным легендарным обладателям Яо и Шунь, а также вторым Конфуцием. Его произвол вызывал возмущение не только при дворе. По приказу Вэй Чжунсяня было казнено несколько представителей партии Дунлинь, самых ярых оппонентов евнуха. Император же с увлечением занимался столярным и плотницким делом, достигнув в этом профессионального мастерства.
Одновременно армия была парализована коррупцией и репрессиями среди военных. Воспользовавшись этим, в 1621 году маньчжуры захватили приграничную китайскую территорию почти вплотную к Великой Китайской стене — города Ляоян и Шэньян (Мукден). Маньчжурский хан Нурхаци совершил удачный разорительный поход вглубь Китая и дошел до провинции Сычуань. Военный конфликт между маньчжурами и Минской империей не прекратился даже после смерти Нурхаци в 1626 году. В 1627 году начались новый маньчжурский хан Абахай организовал крупный поход на Корею, вассала империи Мин.

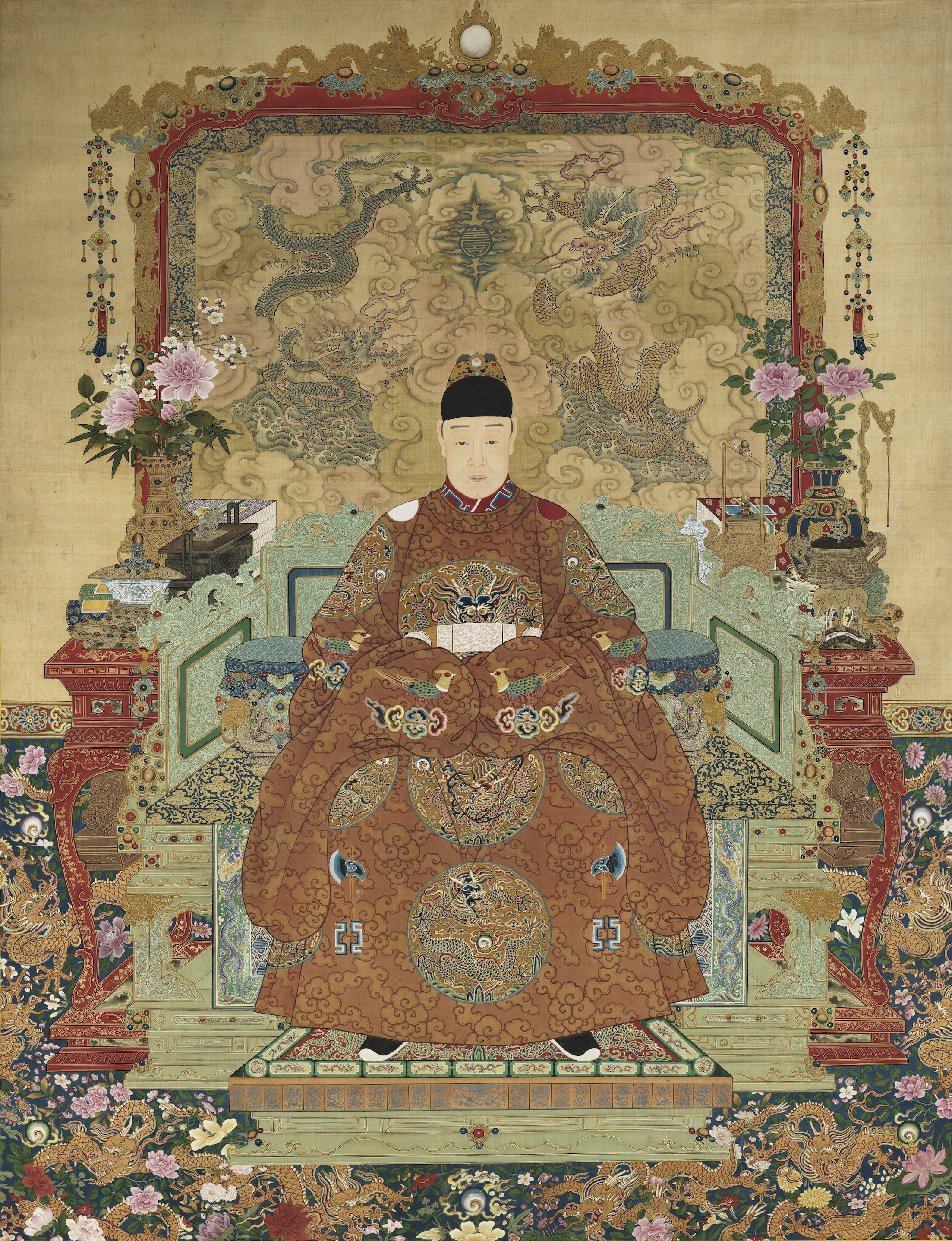

К внешним трудностям добавилась внутренняя социальная напряженность. Многочисленные налоги и злоупотребления фаворитов способствовали ухудшению экономического состояния простого населения. В 1621 году началось длительное народное восстание в отдаленных районах провинций Сычуань, Гуйчжоу и Юньнань, под предводительством Вана Чонмина. В провинции Шаньдун произошло восстание тайного общества «Белый лотос».
30 сентября 1627 года 21-летний император Чжу Юцзяо скончался от простуды после неумышленного падения в холодную воду с корабля для императорских прогулок.
Китайский император Чжу Юцзяо имел трех сыновей и двух дочерей, но все сыновья скончались при жизни отца.